# 238 (число)
Вижте пояснителната страница за други значения на 238.
238 (двеста тридесет и осем) е естествено, цяло число, следващо 237 и предхождащо 239.
Двеста тридесет и осем с арабски цифри се записва „238“, а с римски – „CCXXXVIII“. Числото 238 е съставено от три цифри от позиционните бройни системи – 2 (две), 3 (три), 8 (осем).

## Общи сведения
- 238 е четно число.
- 238-ият ден от невисокосна година е 26 август.
- 238 е година от Новата ера.